# Palaemonetes sinensis
Palaemonetes sinensis är en kräftdjursart som först beskrevs av Sollaud 1911.  Palaemonetes sinensis ingår i släktet Palaemonetes och familjen Palaemonidae. Inga underarter finns listade i Catalogue of Life.